# Vereinigung der Opfer des Stalinismus

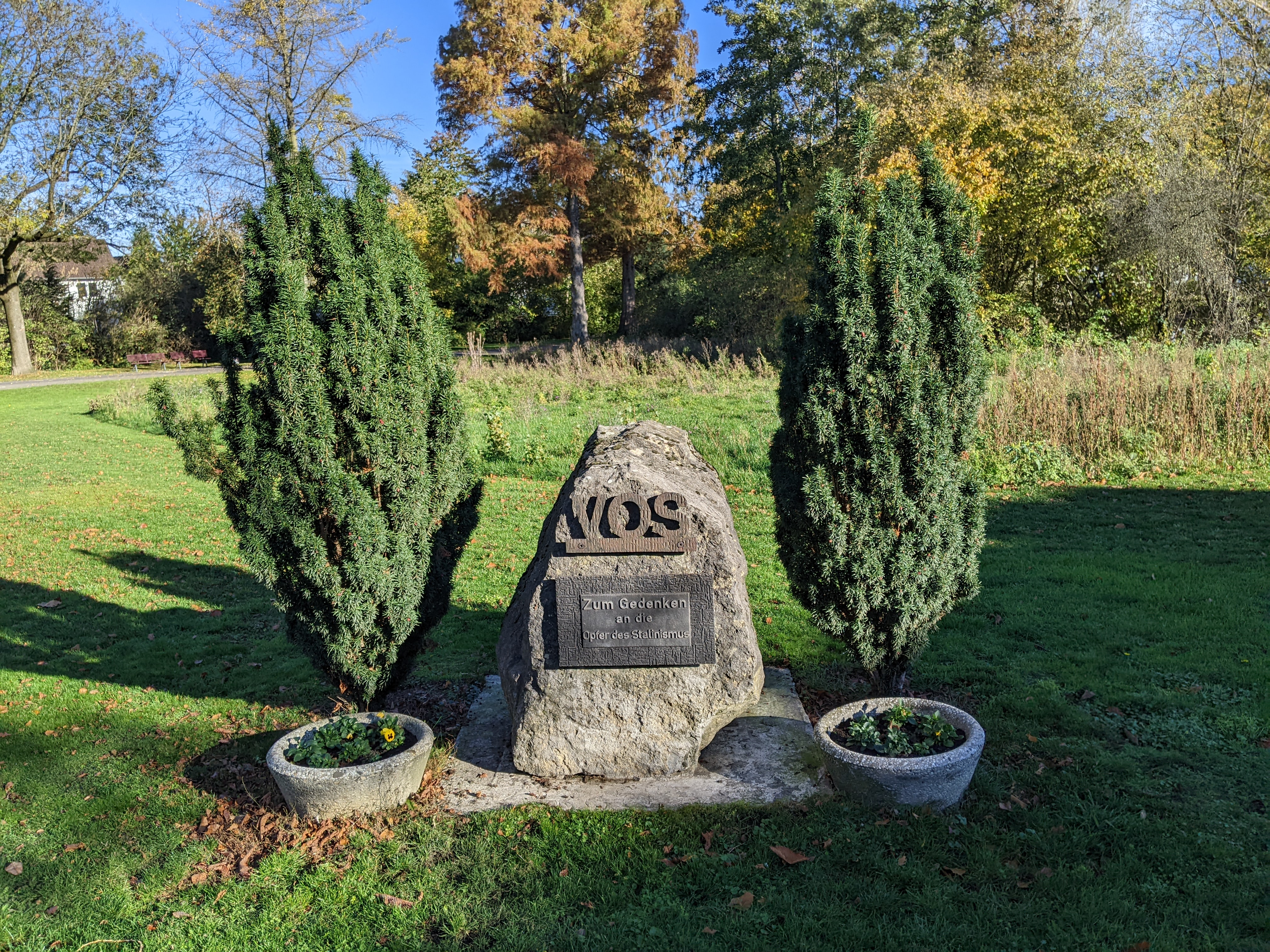
VOS-Denkmal für die Opfer des Stalinismus im Riemekepark Paderborn

Die Vereinigung der Opfer des Stalinismus/Gemeinschaft von Verfolgten und Gegnern des Kommunismus (VOS e. V.) ist laut ihrer Satzung ein Zusammenschluss der Gegner und Opfer des Kommunismus. Sie setzt sich demnach für die Rechte der ehemaligen politisch Verfolgten bzw. ihrer Hinterbliebenen sowie für die Verhinderung neuer Wege zum Kommunismus ein, versteht sich als Gegner des Kommunismus und fordert eine Aufarbeitung der SED-Diktatur.

## Geschichte
Die Vereinigung der Opfer des Stalinismus e. V. wurde am 9. Februar 1950 von ehemaligen Häftlingen des Speziallagers Sachsenhausen in West-Berlin gegründet. Bis Mitte der 1950er Jahre stieg die Mitgliederzahl auf über 3.000 Personen an. Mit der Verabschiedung des Häftlingshilfegesetzes 1955 habe die VOS einen „politischen Teilerfolg“ errungen. Seit 1959 wurden Landes- und Bezirksgruppen gegründet. Nach Einschätzung von Petra Haustein wurde die VOS „zu einer wichtigen, wenn nicht gar der wichtigsten politischen Kraft im Kampf um Haftentschädigung und zur Anwältin für die Freilassung der im offiziellen Jargon der DDR nicht existierenden politischen Gefangenen.“ Vom Ministerium für gesamtdeutsche Fragen erhielt die VOS finanzielle Unterstützung. Zumindest in ihren Anfangsjahren soll die VOS enge Verbindungen zum britischen Geheimdienst gehabt haben.
Seit ihrer Gründung bis zur Friedlichen Revolution von 1989/90 wurde die VOS vom Ministerium für Staatssicherheit (MfS) der DDR beobachtet. Die Aktivitäten der Vereinigung wurden überwacht, mehrfach kam es zur Einschleusung von Spitzeln.
Nach der Errichtung der Mauer wurde der Sitz nach Bonn verlegt, seit Juli 1998 befindet sich der Hauptsitz der Organisation wieder in Berlin. Bis Ende 2009 befand sich die Bundesgeschäftsstelle im Deutschlandhaus, seither in unmittelbarer Nähe des Bahnhofs Zoologischer Garten.
Nach der Friedlichen Revolution in der DDR traten viele neue Mitglieder der VOS bei. Am 26. Mai 1990 wurde in Gotha der erste ostdeutsche Verband der VOS gegründet. Wenig später kam es zu inneren Auseinandersetzungen und Abspaltungen. Seit dem Jahre 2003 hat sich die Struktur des Vereins wieder gefestigt. Im November 2006 legte der Bundesvorsitzende Bernd Stichler sein Amt nieder, nachdem er Juden und Muslime als „Besatzungsmächte“ bezeichnet hatte.
1992 wurde der VOS im Zuge der Novellierung des Staatsvertrag über den Rundfunk im vereinten Deutschland das Recht zugesprochen, als „staatsunabhängiger“ Vertreter eine Person in den ZDF-Fernsehrat zu entsenden.
Neben anderen Opferverbänden setzte sich die VOS in den 1990er Jahren für die Einführung einer Ehrenpension für Opfer des DDR-Regimes ein. Nach der Umsetzung einer entsprechenden Opferpension von 2007, die aber nur für sozial Bedürftige gilt, sprach sich 2009 der damalige VOS-Vorsitzende Hugo Diederich für strengere Prüfungen aus, durch die verhindert werden sollte, dass auch Straftäter einen Anspruch auf solche Zahlungen hätten.
Zudem setzt sich die VOS für eine Entschädigung von DDR-Zwangsarbeitern ein.
2008 protestierte die VOS gegen die Unterstützung der geschichtsrevisionistischen Gesellschaft zum Schutz von Bürgerrecht und Menschenwürde durch das Bezirksamt Lichtenberg und die Stadträtin Katrin Framke (Die Linke).
Die VOS gehörte von 1998 bis 2008 und wieder seit 2014 der Union der Opferverbände Kommunistischer Gewaltherrschaft (UOKG) an. Die VOS ist Herausgeber der Zeitschrift  Freiheitsglocke, die monatlich erscheint.
2011 nahm die Berliner Staatsanwaltschaft Ermittlungen gegen den damaligen Vorstand des VOS wegen des Verdachts der Veruntreuung von Geldern auf. Nach öffentlicher Kritik und einer Empfehlung des Berliner Datenschutzbeauftragten stoppte der Berliner Landesbeauftragte für Stasi-Unterlagen die Förderung des Vereins 2013. Laut Informationen des Berliner Kurier soll der Verein aus öffentlichen Mitteln Funktionäre als „Berater“ beschäftigt haben, ohne Sozialbeiträge abzuführen. Daraufhin gründeten Vera Lengsfeld, Edda Schönherz und Mario Röllig einen unabhängigen Landesverband Berlin-Brandenburg.
Am 12. April 2014 wurde Rainer Wagner, der zu diesem Zeitpunkt auch noch Vorsitzender der UOKG war, zum Vorsitzenden der VOS gewählt. Am 22. April 2015 trat er von allen seinen Ämtern zurück. Laut Berliner Zeitung stünde dies – ähnlich wie beim Rücktritt seines Vorgängers – im Zusammenhang mit einer als rassistisch bezeichneten Rede, die öffentlich geworden war. Bereits zuvor hatte Wagner der neu-rechten Wochenzeitung Junge Freiheit Interviews gegeben. 2017 war Detlef Chilla Bundesvorsitzender. Zurzeit führen die beiden Stellvertreter im geschäftsführenden Bundesvorstand des VOS, May-Britt Krüger und Rainer Buchwald, den Verband.
2019 leitete Matthias Katze die Thüringer Landesgruppe der Vereinigung. Er war der frühere Erfurter AfD-Direktkandidat für die Landtagswahl 2019, trat jedoch kurz nach der Wahl aus der AfD aus.